# Nebet-tah
Nebet-tah, auch Nebet-aah oder Nebet-iah, war eine altägyptische Prinzessin der 18. Dynastie (Neues Reich) und vierte Tochter von König (Pharao) Amenophis III. und seiner Großen Königlichen Gemahlin Teje. Ihr Name bedeutet „Herrin des Palastes“.
Diese Königstochter ist relativ selten dokumentiert. Auf einer ehemals sieben Meter hohen Kolossalstatue ihrer Eltern im Totentempel von Amenophis III. in Theben ist sie neben ihren Schwestern namentlich erwähnt. Im Gegensatz zu ihren älteren Schwestern Sitamun, Iset und Henuttaunebu wird sie jedoch nirgendwo als Gemahlin ihres Vaters geführt. Weitere Erwähnung findet sie zusammen mit ihren Eltern und ihrer Schwester Iset auf einer aus Karneol gefertigten Gemme. Ihre Todesursache und Grabstätte sind unbekannt.